# Wales op het Europees kampioenschap voetbal 2016
Wales was een van de deelnemende landen aan het Europees kampioenschap voetbal 2016 in Frankrijk. Het was de eerste deelname voor het land. Wales werd in de halve finale uitgeschakeld door Portugal.

## Kwalificatie

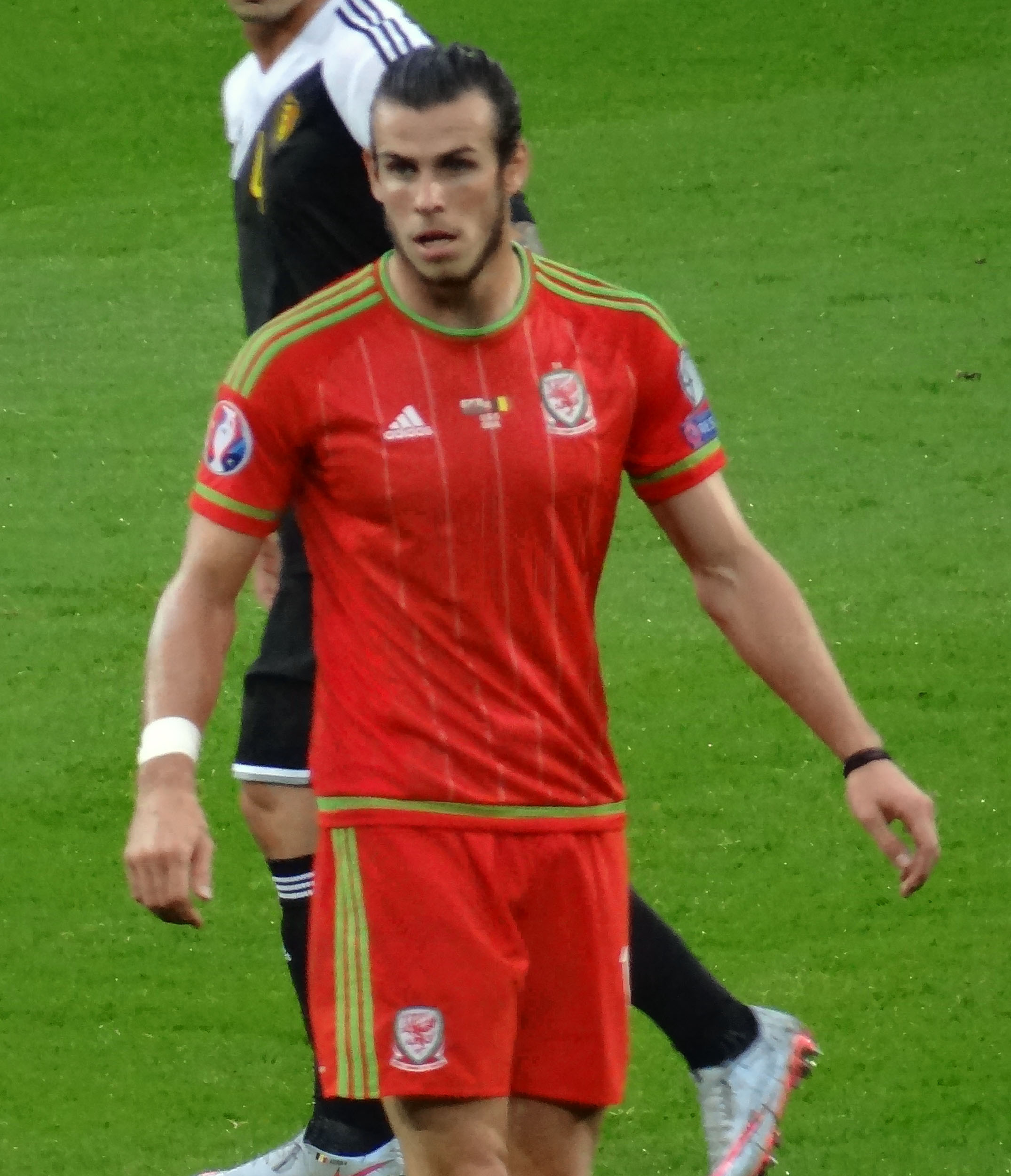
Gareth Bale scoorde zeven keer en werd net als Edin Džeko topscorer in groep B.

Doordat de eerste twee landen uit de groep rechtstreeks naar het EK mochten, en ook het derde land zich via de barragewedstrijden nog voor het eindtoernooi kon kwalificeren, maakte Wales voor het eerst een grote kans om zich te plaatsen voor een EK. Onder leiding van bondscoach Chris Coleman begon Wales nochtans slecht aan de kwalificatiecampagne. Op 9 september 2014 trok Wales naar Andorra, dat al na zes minuten verrassend op voorsprong kwam. Uiteindelijk won Wales het duel nog na twee treffers van Gareth Bale, die van Coleman een vrije rol kreeg in het Welshe elftal.
Een maand later volgde de belangrijke thuiswedstrijd tegen Bosnië en Herzegovina. Het duel eindigde in een scoreloos gelijkspel. Drie dagen later won Wales ondanks de uitsluiting van Andy King in de 47e minuut met 2-1 van Cyprus. David Cotterill en Hal Robson-Kanu scoorden allebei in de eerste helft.
Op 16 november 2014 stond de eerste confrontatie met België op het programma. Het duel eindigde net als de belangrijke wedstrijd tegen Bosnië en Herzegovina in een scoreloos gelijkspel. Door de puntendeling bleef Wales leider in groep B.
Het team van Coleman leek die koppositie niet meer uit handen te geven. De Welshmen gingen in Israël overtuigend winnen. Het werd 0-3 na opnieuw twee goals van Bale. Nadien volgde de tweede confrontatie met België. Bale strafte na 25 minuten een slechte terugspeelbal af en scoorde zo het enige doelpunt van de wedstrijd. Door de zege verstevigde Wales zijn leidersplaats.
Begin september reisde het land naar Cyprus. De in theorie makkelijke verplaatsing bleek in de praktijk een lastige klus te zijn. Wales kon pas in de 82e minuut afstand nemen van Cyprus dankzij opnieuw een doelpunt van Bale. Drie dagen later speelde Wales in Cardiff tegen Israël. De Welshmen konden door te winnen zeker zijn van deelname aan het EK, maar de spelers van Coleman raakten niet verder dan een scoreloos gelijkspel. Een maand later ging Wales met 2-0 verliezen in Bosnië. Ondanks de nederlaag was de kwalificatie nu wel veiliggesteld. De leidersplaats speelde Wales door de nederlaag kwijt aan België.
Op de slotspeeldag won Wales voor eigen volk met 2-0 van Andorra dankzij goals van sterkhouders Aaron Ramsey en Gareth Bale.

### Kwalificatieduels
| 9 september 2014 | Andorra               | 1 – 2 | Wales                 |
| 10 oktober 2014  | Wales                 | 0 – 0 | Bosnië en Herzegovina |
| 13 oktober 2014  | Wales                 | 2 – 1 | Cyprus                |
| 16 november 2014 | België                | 0 – 0 | Wales                 |
| 28 maart 2015    | Israël                | 0 – 3 | Wales                 |
| 12 juni 2015     | Wales                 | 1 – 0 | België                |
| 3 september 2015 | Cyprus                | 0 – 1 | Wales                 |
| 6 september 2015 | Wales                 | 0 – 0 | Israël                |
| 10 oktober 2015  | Bosnië en Herzegovina | 2 – 0 | Wales                 |
| 13 oktober 2015  | Wales                 | 2 – 0 | Andorra               |

### Stand groep B
| Nr. | Land                  | GW | W | G | V  | DV | DT | DS  | Ptn |
| --- | --------------------- | -- | - | - | -- | -- | -- | --- | --- |
| 1   | België                | 10 | 7 | 2 | 1  | 24 | 5  | +19 | 23  |
| 2   | Wales                 | 10 | 6 | 3 | 1  | 11 | 4  | +7  | 21  |
| 3   | Bosnië en Herzegovina | 10 | 5 | 2 | 3  | 17 | 12 | +5  | 17  |
| 4   | Israël                | 10 | 4 | 1 | 5  | 16 | 14 | +2  | 13  |
| 5   | Cyprus                | 10 | 4 | 0 | 6  | 16 | 17 | -1  | 12  |
| 6   | Andorra               | 10 | 0 | 0 | 10 | 4  | 36 | -32 | 0   |

### Selectie en statistieken

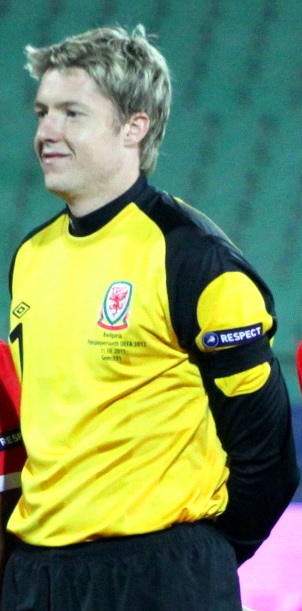
Doelman Wayne Hennessey miste geen enkele speelminuut van de kwalificatiecampagne.

Bondscoach Chris Coleman maakte tijdens de kwalificatiecampagne gebruik van 25 spelers.
| Naam              | GW |   | AS |   |   |   |   |   |
| ----------------- | -- | - | -- | - | - | - | - | - |
| Gareth Bale       | 10 | 7 | 2  | 1 | 0 | 0 | 0 | 2 |
| Wayne Hennessey   | 10 | 0 | 0  | 0 | 0 | 0 | 0 | 0 |
| Ashley Williams   | 10 | 0 | 0  | 2 | 0 | 0 | 0 | 0 |
| Chris Gunter      | 10 | 0 | 0  | 1 | 0 | 0 | 0 | 0 |
| Hal Robson-Kanu   | 9  | 1 | 0  | 1 | 0 | 0 | 1 | 8 |
| Neil Taylor       | 9  | 0 | 0  | 2 | 0 | 0 | 0 | 0 |
| Aaron Ramsey      | 8  | 2 | 2  | 0 | 0 | 0 | 0 | 3 |
| Ben Davies        | 7  | 0 | 1  | 0 | 0 | 0 | 0 | 0 |
| Simon Church      | 7  | 0 | 0  | 1 | 0 | 0 | 4 | 3 |
| Joe Ledley        | 7  | 0 | 0  | 2 | 0 | 0 | 1 | 2 |
| Andy King         | 6  | 0 | 1  | 0 | 0 | 1 | 1 | 2 |
| James Chester     | 6  | 0 | 0  | 1 | 0 | 0 | 0 | 0 |
| Sam Vokes         | 6  | 0 | 0  | 0 | 0 | 0 | 5 | 0 |
| Joe Allen         | 5  | 0 | 0  | 3 | 0 | 0 | 0 | 1 |
| David Edwards     | 5  | 0 | 0  | 1 | 0 | 0 | 3 | 1 |
| Ashley Richards   | 4  | 0 | 1  | 1 | 0 | 0 | 0 | 0 |
| George Williams   | 4  | 0 | 0  | 1 | 0 | 0 | 3 | 1 |
| David Cotterill   | 2  | 1 | 0  | 1 | 0 | 0 | 1 | 1 |
| David Vaughan     | 2  | 0 | 0  | 1 | 0 | 0 | 1 | 0 |
| Emyr Huws         | 2  | 0 | 0  | 0 | 0 | 0 | 2 | 0 |
| Jonathan Williams | 2  | 0 | 0  | 0 | 0 | 0 | 0 | 2 |
| Shaun MacDonald   | 2  | 0 | 0  | 0 | 0 | 0 | 2 | 0 |
| James Collins     | 1  | 0 | 0  | 0 | 0 | 0 | 0 | 0 |
| Jake Taylor *     | 1  | 0 | 0  | 0 | 0 | 0 | 1 | 0 |
| Tom Lawrence *    | 1  | 0 | 0  | 0 | 0 | 0 | 1 | 0 |

* Spelers die tijdens een kwalificatiewedstrijd voor het EK 2016 hun debuut maakten voor Wales.

## EK-voorbereiding

### Wedstrijden
|                                                   |                       |       |                          |                                                                                               |
| 13 november 2015 «onderlinge duels» 20:45 (UTC+1) | Wales                 | 2 – 3 | Nederland                | Cardiff City Stadium, Cardiff Toeschouwers: 25.669 Scheidsrechter: Benoît Bastien (Frankrijk) |
| 13 november 2015 «onderlinge duels» 20:45 (UTC+1) | Ledley 45+3' Huws 70' |       | 32' Dost 55', 81' Robben | Cardiff City Stadium, Cardiff Toeschouwers: 25.669 Scheidsrechter: Benoît Bastien (Frankrijk) |

|                                                |                   |       |               |                                                                                              |
| 24 maart 2016 «onderlinge duels» 20:45 (UTC+1) | Wales             | 1 – 1 | Noord-Ierland | Cardiff City Stadium, Cardiff Toeschouwers: 21.855 Scheidsrechter: Steven McLean (Schotland) |
| 24 maart 2016 «onderlinge duels» 20:45 (UTC+1) | Church 89' (pen.) |       | 60' Cathcart  | Cardiff City Stadium, Cardiff Toeschouwers: 21.855 Scheidsrechter: Steven McLean (Schotland) |

|                                                |                |       |       |                                                                                         |
| 28 maart 2016 «onderlinge duels» 20:00 (UTC+2) | Oekraïne       | 1 – 0 | Wales | NSK Olimpiejsky, Kiev Toeschouwers: 20.000 Scheidsrechter: Serdar Gözübüyük (Nederland) |
| 28 maart 2016 «onderlinge duels» 20:00 (UTC+2) | Yarmolenko 27' |       |       | NSK Olimpiejsky, Kiev Toeschouwers: 20.000 Scheidsrechter: Serdar Gözübüyük (Nederland) |

|                                            |                                      |       |       |                                                                                   |
| 5 juni 2016 «onderlinge duels» 16:00 UTC+2 | Zweden                               | 3 – 0 | Wales | Friends Arena, Solna Toeschouwers: 37.942 Scheidsrechter: Tobias Welz (Duitsland) |
| 5 juni 2016 «onderlinge duels» 16:00 UTC+2 | Forsberg 40' Lustig 57' Guidetti 87' |       |       | Friends Arena, Solna Toeschouwers: 37.942 Scheidsrechter: Tobias Welz (Duitsland) |

## Het Europees kampioenschap
De loting vond op 12 december 2015 plaats in Parijs. Wales werd ondergebracht in groep E, samen met Engeland, Rusland en Slowakije.
Wales nam het in de eerste groepswedstrijd op tegen Slowakije, eveneens voor het eerst op een EK. De Britten kwamen in de vijfde minuut op voorsprong toen Gareth Bale een vrije trap binnenschoot. Slowakije kwam na een uur spelen op gelijke hoogte toen de één minuut daarvoor ingevallen Ondrej Duda een voorzet van Róbert Mak langs doelman Danny Ward trapte. Wales won vervolgens alsnog, want tien minuten later werkte de eveneens ingevallen Hal Robson-Kanu de 2-1 binnen, tevens de eindstand. Bale zette Wales ook in de tweede groepswedstrijd op 1-0, tegen Engeland. Hij scoorde ditmaal in de 42e minuut, opnieuw vanuit een vrije trap. In de 56e minuut viel vervolgens een voorzet van de Engelse invaller Daniel Sturridge vanaf links via het achterhoofd van Ashley Williams voor de voeten van de eveneens ingevallen Jamie Vardy. Die kwam hierdoor alleen voor de nu keepende Wayne Hennessey in het doelgebied te staan en maakte 1-1. Sturridge stuurde in de blessuretijd opnieuw vanaf links een pass het strafschopgebied in, maar nu laag richting Vardy. Die tikte de bal ditmaal door naar Dele Alli. Via zijn voet belandde de bal weer bij Sturridge die daarna de beslissende 1-2 voor Engeland maakte. Wales sloot de groepsfase af met een 3-0-overwinning op Rusland. Het werd in de 11e minuut 1-0 toen Joe Allen met een steekpass vanuit de middencirkel Aaron Ramsey alleen voor doelman Igor Akinfejev zette. Hij passeerde de Russische keeper daarna met een stiftbal. Negen minuten later verspeelde Bale de bal aan Roman Sjirokov, alleen tikte die de bal in diezelfde beweging per ongeluk naar Neil Taylor. Met verder niemand tussen hem en Akinfejev raakte hij met zijn eerste poging de voet van de doelman, maar de terugkaatsende bal schoot hij daarna wel in het doel. Ramsey leidde halverwege de tweede helft het laatste doelpunt in door de bal tussen Denis Gloesjakov en de ingevallen Aleksej Berezoetski het Russische strafschopgebied in te steken, waarna de inkomende Bale de 3-0 binnentikte. Met de overwinning op Rusland passeerde Wales Engeland en plaatste het zich met zes punten als groepswinnaar voor de achtste finales.
Wales nam het in haar achtste finale op tegen Noord-Ierland, de nummer drie van groep C. Eén doelpunt besliste de wedstrijd, een eigen goal van de Noord-Ieren in de 75e minuut: 1-0. Ramsey gaf de bal mee aan Bale, die vanaf de linkerkant van het strafschopgebied een voorzet gaf. De Noord-Ierse verdediger Gareth McAuley probeerde te verhinderen dat de bal de ingevallen Robson-Kanu bereikte, maar werkte die daarbij zelf per ongeluk in het doel. Daarmee ging Wales door naar de kwartfinales.
De Welshmen speelden in hun kwartfinale tegen België, dat de laatste acht bereikte ten koste van Hongarije. De Belgen maakten in de dertiende minuut 0-1. Nadat Eden Hazard, Axel Witsel en Radja Nainggolan de bal een aantal keer naar elkaar schoven op enige afstand van het Welshe strafschopgebied, legde Nainggolan aan voor een schot van ± 25 meter afstand. Daarmee passeerde hij zowel een groep medespelers en tegenstanders als doelman Hennessey, in de linkerbovenhoek. Net na het halfuur maakte Wales gelijk. Ramsey bracht een hoekschop van rechts hoog voor het Belgische doel, waarna Ashley Williams vanaf de rand van het doelgebied in de korte hoek kopte. De Welshmen kwamen tien minuten na rust ook op 2-1. Bale stuurde met een pass vanaf de middenlijn Ramsey weg op rechts, die vervolgens Robson-Kanu aanspeelde ter hoogte van de strafschopstip. Hij nam de bal aan, draaide in één beweging tussen Thomas Meunier en Marouane Fellaini door en werkte vervolgens vrij voor Thibaut Courtois af in de linkerhoek. Een paar minuten voor tijd kwam de eindstand op het bord: 3-1. Chris Gunter verstuurde een voorzet vanaf rechts voor het Belgische doel, waarna invaller Sam Vokes die ter hoogte van de eerste paal in de verre hoek kopte. Wales ging door naar de halve finales
Wales speelde in de halve finale tegen Portugal, dat doordrong tot de laatste vier na confrontaties met achtereenvolgens IJsland, Oostenrijk, Hongarije, Kroatië en Polen. Twee Portugese doelpunten in een tijdsbestek van vier minuten net na rust beslisten de wedstrijd. Na een kort genomen hoekschop bracht Raphaël Guerreiro de bal hoog voor het Welshe doel en kopte Cristiano Ronaldo in de 50e minuut over James Chester heen raak. Diezelfde Chester kopte drie minuten later een voorzet het Welshe strafschopgebied uit, in de voeten van Ronaldo. Hij probeerde doelman Hennessey deze keer te verslaan met een laag diagonaal schot. Nani veranderde dit net voorbij de strafschopstip van richting en maakte zo 0-2, tevens de eindstand. Daarmee eindigde Wales' eerste EK-deelname in de halve finales.

### Uitrustingen
| Thuis | Uit | Doelman | Doelman |

### Technische staf
|                 |                      |
| Functie         | Naam                 |
| Bondscoach      | Chris Coleman (foto) |
| Assistent-coach | Osian Roberts        |
| Assistent-coach | Paul Trollope        |
| Assistent-coach | Ryland Morgans       |
| Keeperstrainer  | Martyn Margetson     |
| Dokter          | Mark Ridgewell       |
| Dokter          | Mark Davies          |

### Selectie en statistieken
| Nr. | Naam               | Geboortedatum | GW |   |   |   |   |   |   | Club                 | Positie(s) |
| --- | ------------------ | ------------- | -- | - | - | - | - | - | - | -------------------- | ---------- |
| 1   | Wayne Hennessey    | 24-01-1987    | 5  | 0 | 0 | 0 | 0 | 0 | 0 | Crystal Palace       | GK         |
| 2   | Chris Gunter       | 21-07-1989    | 6  | 0 | 1 | 0 | 0 | 0 | 0 | Reading              | RB         |
| 3   | Neil Taylor        | 07-02-1989    | 6  | 1 | 1 | 0 | 0 | 0 | 0 | Swansea City         | LB         |
| 4   | Ben Davies         | 24-04-1993    | 5  | 0 | 2 | 0 | 0 | 0 | 0 | Tottenham Hotspur    | LB         |
| 5   | James Chester      | 23-01-1989    | 6  | 0 | 2 | 0 | 0 | 0 | 0 | West Bromwich Albion | CB, RB, LB |
| 6   | Ashley Williams    | 23-08-1984    | 6  | 1 | 0 | 0 | 0 | 0 | 0 | Swansea City         | CB         |
| 7   | Joe Allen          | 14-03-1990    | 6  | 0 | 1 | 0 | 0 | 0 | 1 | Liverpool            | CM         |
| 8   | Andy King          | 29-10-1988    | 3  | 0 | 0 | 0 | 0 | 2 | 0 | Leicester City       | DM, AM, CM |
| 9   | Hal Robson-Kanu    | 21-05-1989    | 5  | 2 | 0 | 0 | 0 | 2 | 3 | Reading              | LW, RW, CF |
| 10  | Aaron Ramsey       | 26-12-1990    | 5  | 1 | 2 | 0 | 0 | 0 | 2 | Arsenal              | CM, AM, RW |
| 11  | Gareth Bale        | 16-07-1989    | 6  | 3 | 1 | 0 | 0 | 0 | 1 | Real Madrid          | RW, CF, LW |
| 12  | Owain Fôn Williams | 17-03-1987    | 0  | 0 | 0 | 0 | 0 | 0 | 0 | Inverness CT         | GK         |
| 13  | George Williams    | 07-09-1995    | 0  | 0 | 0 | 0 | 0 | 0 | 0 | Gillingham           | AM, LW     |
| 14  | David Edwards      | 03-02-1986    | 3  | 0 | 0 | 0 | 0 | 2 | 1 | Wolverhampton        | AM, RM     |
| 15  | Jazz Richards      | 12-04-1991    | 1  | 0 | 0 | 0 | 0 | 1 | 0 | Fulham               | RB, LB     |
| 16  | Joe Ledley         | 23-01-1987    | 6  | 0 | 0 | 0 | 0 | 1 | 5 | Crystal Palace       | CM, DM, LM |
| 17  | David Cotterill    | 04-12-1987    | 0  | 0 | 0 | 0 | 0 | 0 | 0 | Birmingham City      | RW, LW     |
| 18  | Sam Vokes          | 21-10-1989    | 4  | 1 | 1 | 0 | 0 | 2 | 1 | Burnley              | CF         |
| 19  | James Collins      | 23-08-1983    | 2  | 0 | 0 | 0 | 0 | 1 | 1 | West Ham United      | CB         |
| 20  | Jonathan Williams  | 09-10-1993    | 4  | 0 | 0 | 0 | 0 | 3 | 1 | Milton Keynes Dons   | AM, LW, RW |
| 21  | Danny Ward         | 22-06-1993    | 1  | 0 | 0 | 0 | 0 | 0 | 0 | Liverpool            | GK         |
| 22  | David Vaughan      | 18-02-1983    | 0  | 0 | 0 | 0 | 0 | 0 | 0 | Nottingham Forest    | DM         |
| 23  | Simon Church       | 10-12-1988    | 2  | 0 | 0 | 0 | 0 | 2 | 0 | Aberdeen             | CF, RW, LW |

### Wedstrijden
| Nr. | Land      | GW | W | G | V | DV | DT | DS | Ptn |
| --- | --------- | -- | - | - | - | -- | -- | -- | --- |
| 1   | Wales     | 3  | 2 | 0 | 1 | 6  | 3  | +3 | 6   |
| 2   | Engeland  | 3  | 1 | 2 | 0 | 3  | 2  | +1 | 5   |
| 3   | Slowakije | 3  | 1 | 1 | 1 | 3  | 3  | 0  | 4   |
| 4   | Rusland   | 3  | 0 | 1 | 2 | 2  | 6  | -4 | 1   |

#### Groepsfase
|                                               |                         |       |           | |
| 11 juni 2016 «onderlinge duels» 18:00 (UTC+2) | Wales                   | 2 – 1 | Slowakije | Nouveau Stade Bordeaux, Bordeaux Toeschouwers: 37.831 Scheidsrechter: Svein Oddvar Moen (Noorwegen) |
| 11 juni 2016 «onderlinge duels» 18:00 (UTC+2) | Bale 5' Robson-Kanu 81' |       | 61' Duda  | Nouveau Stade Bordeaux, Bordeaux Toeschouwers: 37.831 Scheidsrechter: Svein Oddvar Moen (Noorwegen) |

| Wales | Slowakije |

| Wales:         |    |                   |     |
|                |    |                   |     |
| GK             | 21 | Danny Ward        |     |
| CB             | 5  | James Chester     |     |
| CB             | 6  | Ashley Williams   |     |
| CB             | 4  | Ben Davies        |     |
| RM             | 2  | Chris Gunter      |     |
| CM             | 14 | David Edwards     | 69' |
| CM             | 7  | Joe Allen         |     |
| LM             | 3  | Neil Taylor       |     |
| AM             | 20 | Jonathan Williams | 71' |
| AM             | 10 | Aaron Ramsey      | 88' |
| CF             | 11 | Gareth Bale       |     |
| Wisselspelers: |    |                   |     |
| MF             | 16 | Joe Ledley        | 69' |
| FW             | 9  | Hal Robson-Kanu   | 71' |
| DF             | 15 | Jazz Richards     | 88' |
| Coach:         |    |                   |     |
| Chris Coleman  |    |                   |     |

| Slowakije:     |    |                  |         |
|                |    |                  |         |
| GK             | 23 | Matúš Kozáčik    |         |
| RB             | 2  | Peter Pekarík    |         |
| CB             | 3  | Martin Škrtel    | 90+2'   |
| CB             | 4  | Ján Ďurica       |         |
| LB             | 18 | Dušan Švento     |         |
| CM             | 19 | Juraj Kucka      | 83'     |
| CM             | 13 | Patrik Hrošovský | 31' 60' |
| RW             | 20 | Róbert Mak       | 78'     |
| AM             | 17 | Marek Hamšík     |         |
| LW             | 7  | Vladimír Weiss   | 80' 83' |
| CF             | 21 | Michal Ďuriš     | 60'     |
| Wisselspelers: |    |                  |         |
| FW             | 8  | Ondrej Duda      | 60'     |
| FW             | 11 | Adam Nemec       | 60'     |
| MF             | 10 | Miroslav Stoch   | 83'     |
| Coach:         |    |                  |         |
| Ján Kozák      |    |                  |         |

Man van de wedstrijd:

 Joe Allen

|                                               |                           |       |          |                                                                                           |
| 16 juni 2016 «onderlinge duels» 15:00 (UTC+2) | Engeland                  | 2 – 1 | Wales    | Stade Bollaert-Delelis, Lens Toeschouwers: 34.033 Scheidsrechter: Felix Brych (Duitsland) |
| 16 juni 2016 «onderlinge duels» 15:00 (UTC+2) | Vardy 56' Sturridge 90+2' |       | 42' Bale | Stade Bollaert-Delelis, Lens Toeschouwers: 34.033 Scheidsrechter: Felix Brych (Duitsland) |

| Engeland | Wales |

| Engeland:      |    |                  |     |
|                |    |                  |     |
| GK             | 1  | Joe Hart         |     |
| RB             | 2  | Kyle Walker      |     |
| CB             | 5  | Gary Cahill      |     |
| CB             | 6  | Chris Smalling   |     |
| LB             | 3  | Danny Rose       |     |
| DM             | 17 | Eric Dier        |     |
| CM             | 20 | Dele Alli        |     |
| CM             | 10 | Wayne Rooney     |     |
| RW             | 8  | Adam Lallana     | 74' |
| CF             | 9  | Harry Kane       | 46' |
| LW             | 7  | Raheem Sterling  | 46' |
| Wisselspelers: |    |                  |     |
| FW             | 11 | Jamie Vardy      | 46' |
| FW             | 15 | Daniel Sturridge | 46' |
| FW             | 22 | Marcus Rashford  | 74' |
| Coach:         |    |                  |     |
| Roy Hodgson    |    |                  |     |

| Wales:         |    |                   |     |
|                |    |                   |     |
| GK             | 1  | Wayne Hennessey   |     |
| CB             | 5  | James Chester     |     |
| CB             | 6  | Ashley Williams   |     |
| CB             | 4  | Ben Davies        | 61' |
| RM             | 2  | Chris Gunter      |     |
| CM             | 7  | Joe Allen         |     |
| CM             | 16 | Joe Ledley        | 67' |
| LM             | 3  | Neil Taylor       |     |
| AM             | 10 | Aaron Ramsey      |     |
| AM             | 11 | Gareth Bale       |     |
| CF             | 9  | Hal Robson-Kanu   | 72' |
| Wisselspelers: |    |                   |     |
| MF             | 14 | David Edwards     | 67' |
| MF             | 20 | Jonathan Williams | 72' |
| Coach:         |    |                   |     |
| Chris Coleman  |    |                   |     |

Man van de wedstrijd:

 Kyle Walker

|                                               |         |                                |       |                                                                                          |
| 20 juni 2016 «onderlinge duels» 21:00 (UTC+2) | Rusland | 0 – 3                          | Wales | Stadium Municipal, Toulouse Toeschouwers: 28.840 Scheidsrechter: Jonas Eriksson (Zweden) |
| 20 juni 2016 «onderlinge duels» 21:00 (UTC+2) |         | 11' Ramsey 20' Taylor 67' Bale |       | Stadium Municipal, Toulouse Toeschouwers: 28.840 Scheidsrechter: Jonas Eriksson (Zweden) |

| Rusland | Wales |

| Rusland:        |    |                     |     |
|                 |    |                     |     |
| GK              | 1  | Igor Akinfejev      |     |
| RB              | 3  | Igor Smolnikov      |     |
| CB              | 14 | Vasili Berezoetski  | 46' |
| CB              | 4  | Sergej Ignasjevitsj |     |
| LB              | 23 | Dmitri Kombarov     |     |
| CM              | 11 | Pavel Mamajev       | 65' |
| CM              | 8  | Denis Gloesjakov    |     |
| RW              | 9  | Aleksandr Kokorin   |     |
| AM              | 15 | Roman Sjirokov      | 52' |
| LW              | 10 | Fjodor Smolov       | 70' |
| CF              | 22 | Artjom Dzjoeba      |     |
| Wisselspelers:  |    |                     |     |
| DF              | 6  | Aleksej Berezoetski | 46' |
| MF              | 13 | Aleksandr Golovin   | 52' |
| MF              | 19 | Aleksandr Samedov   | 70' |
| Coach:          |    |                     |     |
| Leonid Sloetski |    |                     |     |

| Wales:         |    |                 |     |
|                |    |                 |     |
| GK             | 1  | Wayne Hennessey |     |
| CB             | 5  | James Chester   |     |
| CB             | 6  | Ashley Williams |     |
| CB             | 4  | Ben Davies      |     |
| RM             | 2  | Chris Gunter    |     |
| CM             | 7  | Joe Allen       | 74' |
| CM             | 16 | Joe Ledley      | 76' |
| LM             | 3  | Neil Taylor     |     |
| AM             | 10 | Aaron Ramsey    |     |
| AM             | 11 | Gareth Bale     | 83' |
| CF             | 18 | Sam Vokes       | 17' |
| Wisselspelers: |    |                 |     |
| MF             | 14 | David Edwards   | 74' |
| MF             | 8  | Andy King       | 76' |
| FW             | 23 | Simon Church    | 83' |
| Coach:         |    |                 |     |
| Chris Coleman  |    |                 |     |

Man van de wedstrijd:

 Aaron Ramsey

#### Achtste finale
|                                               |                    |       |               |                                                                                          |
| 25 juni 2016 «onderlinge duels» 18:00 (UTC+2) | Wales              | 1 – 0 | Noord-Ierland | Parc des Princes, Parijs Toeschouwers: 44.342 Scheidsrechter: Martin Atkinson (Engeland) |
| 25 juni 2016 «onderlinge duels» 18:00 (UTC+2) | McAuley 75' (e.d.) |       |               | Parc des Princes, Parijs Toeschouwers: 44.342 Scheidsrechter: Martin Atkinson (Engeland) |

| Wales | Noord-Ierland |

| Wales:         |    |                   |       |
|                |    |                   |       |
| GK             | 1  | Wayne Hennessey   |       |
| CB             | 5  | James Chester     |       |
| CB             | 6  | Ashley Williams   |       |
| CB             | 4  | Ben Davies        |       |
| RM             | 2  | Chris Gunter      |       |
| CM             | 7  | Joe Allen         |       |
| CM             | 16 | Joe Ledley        | 63'   |
| LM             | 3  | Neil Taylor       | 58'   |
| AM             | 10 | Aaron Ramsey      | 90+4' |
| AM             | 11 | Gareth Bale       |       |
| CF             | 18 | Sam Vokes         | 55'   |
| Wisselspelers: |    |                   |       |
| FW             | 9  | Hal Robson-Kanu   | 55'   |
| MF             | 20 | Jonathan Williams | 63'   |
| Coach:         |    |                   |       |
| Chris Coleman  |    |                   |       |

| Noord-Ierland:  |    |                  |     |
|                 |    |                  |     |
| GK              | 1  | Michael McGovern |     |
| RB              | 18 | Aaron Hughes     |     |
| CB              | 20 | Craig Cathcart   |     |
| CB              | 4  | Gareth McAuley   | 84' |
| LB              | 5  | Jonny Evans      |     |
| RW              | 19 | Jamie Ward       | 69' |
| CM              | 8  | Steven Davis     | 67' |
| DM              | 13 | Corry Evans      |     |
| CM              | 16 | Oliver Norwood   | 79' |
| LW              | 14 | Stuart Dallas    | 44' |
| CF              | 10 | Kyle Lafferty    |     |
| Wisselspelers:  |    |                  |     |
| FW              | 11 | Conor Washington | 69' |
| MF              | 7  | Niall McGinn     | 79' |
| FW              | 21 | Josh Magennis    | 84' |
| Coach:          |    |                  |     |
| Michael O'Neill |    |                  |     |

Man van de wedstrijd:

 Gareth Bale

#### Kwartfinale
|                                              |                                           |       |                | |
| 1 juli 2016 «onderlinge duels» 21:00 (UTC+2) | Wales                                     | 3 – 1 | België         | Grand Stade Lille Métropole, Villeneuve-d'Ascq Toeschouwers: 45.936 Scheidsrechter: Damir Skomina (Slovenië) |
| 1 juli 2016 «onderlinge duels» 21:00 (UTC+2) | A. Williams 30' Robson-Kanu 55' Vokes 85' |       | 13' Nainggolan | Grand Stade Lille Métropole, Villeneuve-d'Ascq Toeschouwers: 45.936 Scheidsrechter: Damir Skomina (Slovenië) |

| Wales | België |

| Wales:         |    |                 |         |
|                |    |                 |         |
| GK             | 1  | Wayne Hennessey |         |
| CB             | 5  | James Chester   | 16'     |
| CB             | 6  | Ashley Williams |         |
| CB             | 4  | Ben Davies      | 5'      |
| RM             | 2  | Chris Gunter    | 24'     |
| CM             | 7  | Joe Allen       |         |
| CM             | 16 | Joe Ledley      | 78'     |
| LM             | 3  | Neil Taylor     |         |
| AM             | 10 | Aaron Ramsey    | 75' 90' |
| AM             | 11 | Gareth Bale     |         |
| FW             | 9  | Hal Robson-Kanu | 80'     |
| Wisselspelers: |    |                 |         |
| MF             | 8  | Andy King       | 78'     |
| FW             | 18 | Sam Vokes       | 80'     |
| DF             | 19 | James Collins   | 90'     |
| Coach:         |    |                 |         |
| Chris Coleman  |    |                 |         |

| België:        |    |                   |         |
|                |    |                   |         |
| GK             | 1  | Thibaut Courtois  |         |
| RB             | 16 | Thomas Meunier    |         |
| CB             | 2  | Toby Alderweireld | 85'     |
| CB             | 15 | Jason Denayer     |         |
| LB             | 21 | Jordan Lukaku     | 75'     |
| CM             | 4  | Radja Nainggolan  |         |
| CM             | 6  | Axel Witsel       |         |
| RW             | 11 | Yannick Carrasco  | 46'     |
| AM             | 7  | Kevin De Bruyne   |         |
| LW             | 10 | Eden Hazard       |         |
| CF             | 9  | Romelu Lukaku     | 83'     |
| Wisselspelers: |    |                   |         |
| MF             | 8  | Marouane Fellaini | 46' 59' |
| MF             | 14 | Dries Mertens     | 75'     |
| FW             | 22 | Michy Batshuayi   | 83'     |
| Coach:         |    |                   |         |
| Marc Wilmots   |    |                   |         |

Man van de wedstrijd:

 Robson-Kanu

#### Halve finale
|                                              |                      |       |       |                                                                                       |
| 6 juli 2016 «onderlinge duels» 21:00 (UTC+2) | Portugal             | 2 – 0 | Wales | Stade des Lumières, Lyon Toeschouwers: 55.679 Scheidsrechter: Jonas Eriksson (Zweden) |
| 6 juli 2016 «onderlinge duels» 21:00 (UTC+2) | Ronaldo 50' Nani 53' |       |       | Stade des Lumières, Lyon Toeschouwers: 55.679 Scheidsrechter: Jonas Eriksson (Zweden) |

| Portugal | Wales |

| Portugal:       |    |                   |     |
|                 |    |                   |     |
| GK              | 1  | Rui Patrício      |     |
| RB              | 21 | Cédric Soares     |     |
| CB              | 4  | José Fonte        |     |
| CB              | 2  | Bruno Alves       | 71' |
| LB              | 5  | Raphaël Guerreiro |     |
| RM              | 16 | Renato Sanches    | 74' |
| CM              | 13 | Danilo Pereira    |     |
| CM              | 23 | Adrien Silva      | 79' |
| LM              | 10 | João Mário        |     |
| CF              | 17 | Nani              | 86' |
| CF              | 7  | Cristiano Ronaldo | 72' |
| Wisselspelers:  |    |                   |     |
| MF              | 15 | André Gomes       | 74' |
| MF              | 8  | João Moutinho     | 79' |
| MF              | 20 | Ricardo Quaresma  | 86' |
| Coach:          |    |                   |     |
| Fernando Santos |    |                   |     |

| Wales:         |    |                   |     |
|                |    |                   |     |
| GK             | 1  | Wayne Hennessey   |     |
| CB             | 19 | James Collins     | 66' |
| CB             | 6  | Ashley Williams   |     |
| CB             | 5  | James Chester     | 62' |
| RM             | 2  | Chris Gunter      |     |
| CM             | 7  | Joe Allen         | 8'  |
| CM             | 16 | Joe Ledley        | 58' |
| LM             | 3  | Neil Taylor       |     |
| AM             | 8  | Andy King         |     |
| AM             | 11 | Gareth Bale       | 88' |
| FW             | 9  | Hal Robson-Kanu   | 63' |
| Wisselspelers: |    |                   |     |
| FW             | 18 | Sam Vokes         | 58' |
| FW             | 8  | Simon Church      | 63' |
| MF             | 20 | Jonathan Williams | 66' |
| Coach:         |    |                   |     |
| Chris Coleman  |    |                   |     |

Man van de wedstrijd:

 Cristiano Ronaldo
FAW · A-internationals · Bondscoaches · Statistieken · Welsh vrouwenelftal · Brits olympisch elftal · Wales U21 · Wales U20 · Wales U19 · Wales U18 · Wales U17 · Wales U16
1876 – 1899 ·
1900 – 1919 ·
1920 – 1929 ·
1930 – 1939 ·
1940 – 1949 ·
1950 – 1959 ·
1960 – 1969 ·
1970 – 1979 ·
1980 – 1989 ·
1990 – 1999 ·
2000 – 2009 ·
2010 – 2019 ·
2020 − 2029
EK 2016 · 
EK 2020
WK 1958
1876 · 
1877 · 
1878 · 
1879 · 
1880 · 
1881 · 
1882 · 
1883 · 
1884 · 
1885 · 
1886 · 
1887 · 
1888 · 
1889 · 
1890 · 
1891 · 
1892 · 
1893 · 
1894 · 
1895 · 
1896 · 
1897 · 
1898 · 
1899 · 
1900 · 
1901 · 
1902 · 
1903 · 
1904 · 
1905 · 
1906 · 
1907 · 
1908 · 
1909 · 
1910 · 
1911 · 
1912 · 
1913 · 
1914 · 
1915 · 1916 · 1917 · 1918 · 1919 · 
1920 · 
1921 · 
1922 · 
1923 · 
1924 · 
1925 · 
1926 · 
1927 · 
1928 · 
1929 · 
1930 · 
1931 · 
1932 · 
1933 · 
1934 · 
1935 · 
1936 · 
1937 · 
1938 · 
1939 · 
1940 · 1941 · 1942 · 1943 · 1944 · 1945 · 
1946 · 
1947 · 
1948 · 
1949 · 
1950 · 
1952 · 
1952 · 
1953 · 
1954 · 
1955 · 
1956 · 
1957 · 
1958 · 
1959 · 
1960 · 
1961 · 
1962 · 
1963 · 
1964 · 
1965 · 
1966 · 
1967 · 
1968 · 
1969 · 
1970 · 
1971 · 
1972 · 
1973 · 
1974 · 
1975 · 
1976 · 
1977 · 
1978 · 
1979 · 
1980 · 
1981 · 
1982 · 
1983 · 
1984 · 
1985 · 
1986 · 
1987 · 
1988 · 
1989 · 
1990 · 
1991 · 
1992 · 
1993 · 
1994 · 
1995 · 
1996 · 
1997 · 
1998 · 
1999 · 
2000 · 
2001 · 
2002 · 
2003 · 
2004 · 
2005 · 
2006 · 
2007 · 
2008 · 
2009 · 
2010 · 
2011 · 
2012 · 
2013 · 
2014 · 
2015 · 
2016 · 
2017 ·
2018 ·
2019 ·
2020 ·
2021 ·
2022 ·
2023
Albanië ·
Andorra ·
Argentinië ·
Armenië ·
Australië ·
Azerbeidzjan ·
België ·
Bosnië en Herzegovina ·
Brazilië ·
Bulgarije ·
Canada ·
Chili ·
China ·
Costa Rica ·
Cyprus ·
DDR ·
Denemarken ·
Duitsland ·
Engeland ·
Estland ·
Faeröer ·
Finland ·
Frankrijk ·
Georgië ·
Gibraltar ·
Griekenland ·
Hongarije ·
Ierland ·
IJsland ·
Iran ·
Israël ·
Italië ·
Jamaica ·
Japan ·
Joegoslavië ·
Kazachstan ·
Koeweit ·
Kroatië ·
Letland ·
Liechtenstein ·
Luxemburg ·
Malta ·
Mexico ·
Moldavië ·
Montenegro ·
Nederland ·
Nieuw-Zeeland ·
Noord-Ierland ·
Noord-Macedonië ·
Noorwegen ·
Oekraïne ·
Oostenrijk ·
Panama ·
Paraguay ·
Polen ·
Portugal · 
Qatar ·
Roemenië ·
Rusland ·
San Marino ·
Saoedi-Arabië ·
Schotland ·
Servië ·
Servië en Montenegro ·
Slovenië ·
Slowakije ·
Sovjet-Unie ·
Spanje ·
Trinidad & Tobago ·
Tsjechië ·
Tsjecho-Slowakije ·
Tunesië ·
Turkije ·
Uruguay ·
Verenigde Staten ·
Wit-Rusland ·
Zuid-Korea ·
Zweden ·
Zwitserland
Engeland (2016) · 
Denemarken (2021) · 
Italië (2021) · 
Rusland (2016) ·
Slowakije (2016) · 
Turkije (2021) · 
Zwitserland (2021)